# 吉巴爾賓山脈

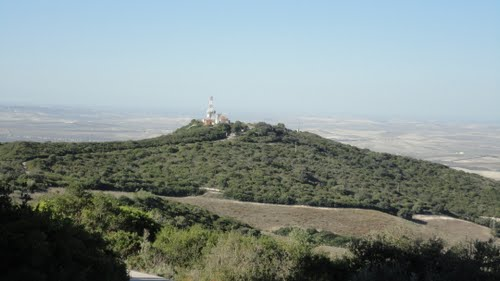

36°49′41″N 5°57′40″W / 36.82806°N 5.96111°W
吉巴爾賓山脈（西班牙語：Sierra de Gibalbín），是西班牙的山脈，位於該國南部加的斯省，處於格拉薩萊姆山和瓜達爾基維爾河之間，屬於薩貝蒂科山脈的一部分，長15公里，最高點海拔高度410米。